# Jardín Botánico de Ulán Bator

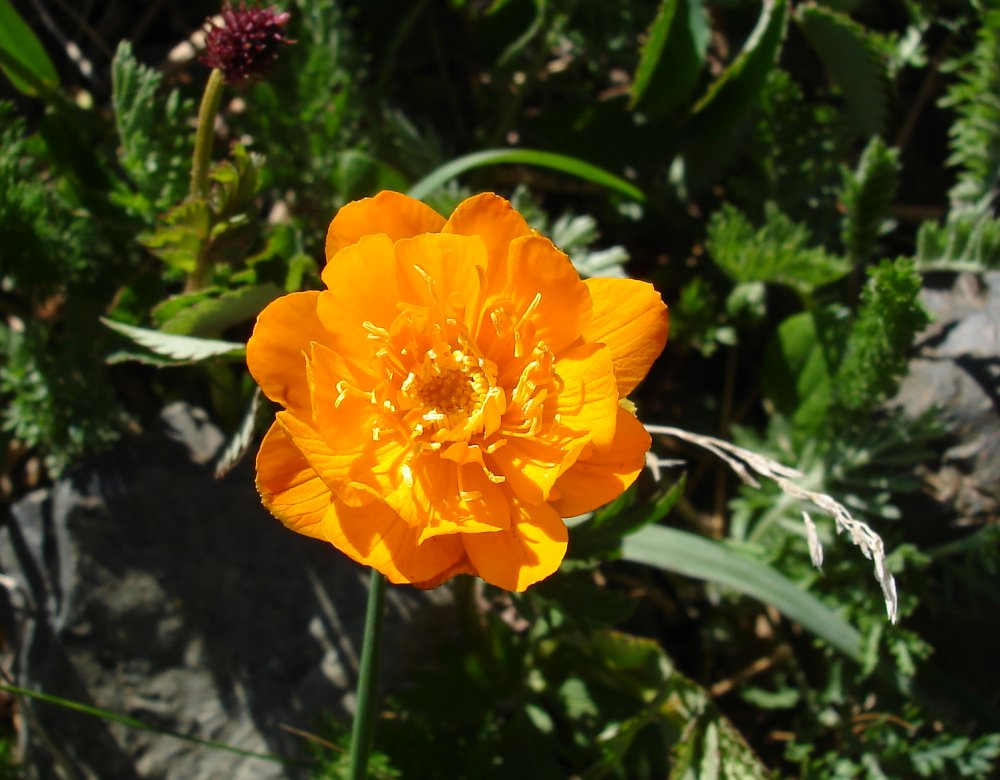
Trollius altaicus, planta de la meseta del Altái.

El Jardín Botánico de Ulán Bator es un jardín botánico y arboreto de 32 hectáreas de extensión, que se encuentra en Ulán Bator, Mongolia. Es miembro del BGCI, y presenta trabajos para la Agenda Internacional para la Conservación en los Jardines Botánicos, su código de identificación internacional como institución botánica, así como de su herbario es UBA.

## Localización
Botanical Gardens
Institute of Botany - Academy of Sciences of the MPR
Junkov avenue - 77 Ulán Bator 51, Mongolia.47°54′49.68″N 106°55′19.1994″E / 47.9138000, 106.921999833

## Historia
El jardín botánico de Mongolia, fue creado en 1974, al este de Ulán Bator con el propósito de conservar la flora nativa y rara de Mongolia y proporcionar especies económicamente útiles de plantas para su cultivo en la agricultura, la silvicultura o en horticultura. Es parte del Instituto de Botánica de la Academia de Ciencias de Mongolia. 
Un arboreto fue establecido en el noreste de Ulán Bator en la década de 1980 y ha cultivado desde entonces cerca de 800 especies de árboles nativos y más de 50.000 plantas.

## Colecciones
El jardín botánico alberga ;
- Colección de plantas silvestres mongolas, con 133 especies de plantas que se prohíben legalmente recolectar de su hábitat natural y 128 especies con estatus de protección más altos y  más bajos que se colocan en el libro rojo de plantas protegidas de Mongolia (Shiirevdamba, 1997), que apoyan su conservación. Hay también unas 20 plantas en peligro de extinción que se están cultivando

Otras colecciones son,
- Plantas Ornamentales,
- Parras,
- Arboreto, con colecciones de árboles y arbustos del país,
- Colección de plantas herbáceas
- Colección de plantas de bulbo, con diversas especies y variedades de Paeonia e Iris entre otros
- Invernaderos, con plantas ornamentales

El jardín botánico es miembro del NPC especializado en: Apocynaceae, Araliaceae, Aster, Asteraceae, Astroloba, Buxaceae, Caprifoliaceae, Clematis (Ranunculaceae), Cornaceae, Desmodium, Dracaena (Liliaceae), Fagaceae, Faucaria (Aizoaceae), Hedysarum,

## Actividades
El jardín botánico tiene 19 personas en plantilla, que consisten en 13 científicos (incluyendo 1 D.Sc y 4 Ph.D.) y 6 especialistas, que trabajan en coordinación con la "Universidad Nacional de Mongolia".
Por ejemplo, el departamento ha trabajado en el cultivo y desarrollo de plantas nativas raras así como plantas nativas de interés económico, así Thermopsis, Glycyrrhiza uralensis, Adonis mongolica, Cistanche deserticola e Hippophae rhamnoides (Ochirbat, 2005). 
La investigación incluye la distribución, el uso biológico e industrial, la restauración, los aspectos ecológicos y económicos, el esquema de los gravámenes y producción, con un archivo de información sobre su cultivo. El departamento ha generado disertaciones, informes y boletines internos, libros y noticias para el público en general, monografías, manuales estandarizados y técnicos, ofertas, estrategias e ilustraciones. 
Se han emprendido minuciosas investigaciones tanto morfológicas como químicas sobre 100 especies de plantas mongolas para los tintes vegetales (60 géneros de 40 familias) por ejemplo el Rheum (SP 10.), Galium y Urtica. Se han definido protocolos técnicos para hacer colores tales como el amarillo, verde, marrón, rosado, negro y azul para las lanas y la cachemira bajo diversas condiciones. El departamento también ha emprendido un proyecto sobre la cría de abejas que ha llevado a un aumento en la renta de las familias campesinas por la producción de miel y productos relacionados. 